# Depositum fidei
Het depositum fidei (geloofsschat of geloofsgoed) is het onveranderlijke geheel van geopenbaarde waarheden in de Katholieke Kerk, die gebaseerd zijn op de Traditie en de Schrift.
Men spreekt over geloofsschat in navolging van Paulus, die in zijn brieven aan Timoteüs schreef : "Timoteüs, bewaar wat u is toevertrouwd, en keer u af van het profaan en leeg geredeneer en de opwerpingen van de zogenaamde gnosis." (1 Tim 6,20) en "Bewaar de u toevertrouwde schat met behulp van de Heilige Geest die in ons woont" (2 Tim 1,14).